# جامعة دار الحكمة
جامعة دار الحكمة، جامعة غير ربحية بجدة في المملكة العربية السعودية ، تتبع مؤسسة العلم الخيرية، تحت إشراف وزارة التعليم العالي. فتحت أبوابها عام 1999 م. وتم تخريج أول دفعة من طالباتها في عام 2003م.
وعرفت كمجتمع تعليمي يعزز التميز والتفكير الإبداعي والمستقل بين طالباتها، وستكون خريجات جامعة دار الحكمة قادرات على احداث التغيير الإيجابي من أجل تحسين الأشخاص والأسرة والمجتمع.

## الإعتماد الاكاديمي
جامعة دار الحكمة معتمدة من المركز الوطني للتقويم والاعتماد الأكاديمي (هيئة تقويم التعليم)

## محتوى البرنامج
يتم دمج أساليب التعليم والتعلم والمناهج اللاصفية لدعم وتطوير الطلاب في تخصصاتهم المختارة ليخدموا بها مجتمعهم بعد التخرج والإنسانية جمعاء.
يتم تقديم برنامج إعداد للطالبات الخريجات من الثانوية (سنة تحضيرية) لتهيئة الطالبات منهجياً لمتطلبات الحياة الجامعية ولضمان توافقه مع شروط القبول في الجامعة.
تقدم الجامعة أيضاً إرشاد وتعليم مستمر لتلبية احتياجات المرأة في المجتمع من أجل التنمية والغنى الذاتي للفرد.

## بيان موافقة وزارة التعليم العالي
وافقت وزارة التعليم العالي في المملكة العربية السعودية اعتماد كلية دار الحكمة ومنحتها شهادة مؤسسة تعليم عالي بدء من سبتمبر 1999 بتاريخ 3 / 4 / 1420هـ. وقد وافقت على اعتماد المعايير الجامعية الوطنية الدولية فيها.
وقد تم تحويل كليات دار الحكمة إلى جامعة دار الحكمة بموجب تاريخ 16 يناير 2014م

## الحرم الجامعي
تبلغ مساحة الجامعة 26,500 متر مربع، والتي تستوعب مايصل إلى 1500 طالبة.
هذه المساحة تتضمن الفصول الدراسية، ومعامل الكمبيوتر، ومختبرات العلوم، ومكاتب أعضاء هيئة التدريس، والمكاتب الإدارية، ومكتبة، وجميعها مجهزة لتقديم بيئة تعليمية فنية.
يوجد مساحة للخدمات الطلابية والأنشطة تشمل غرف للصلاة، وتقديم المشورة المهنية ومركز للخدمات الصحية، ومرافق ترفيهية ومكاتب وقاعات للاجتماعات، وصالات للنوادي الطلابية وصالة رياضية وكافتيريات.

## التخصصات الدراسية
تقدم جامعة دار الحكمة برامج البكالوريوس والماجستير تحت أربعة كليات
جميع برامج الماجستير متوفرة للرجال
كلية إدارة الأعمال والقانون:
- بكالوريوس العلوم في الأعمال المصرفية والتمويل
- بكالوريوس العلوم في المحاسبة
- بكالوريوس العلوم في إدارة رأس المال البشري
- بكالوريوس العلوم في التسويق
- بكالوريوس القانون
- بكالوريوس الآداب في الدبلوماسية والعلاقات الدولية
- ماجستير إدارة الأعمال
- ماجستير الآداب في العلاقات الدولية

كلية التصميم والعمارة:
- بكالوريوس التصميم في الاتصالات المرئية
- بكالوريوس التصميم في التصميم الداخلي
- بكالوريوس التصميم في تصميم الأزياء
- بكالوريوس العمارة
- ماجستير العمارة

كلية العلوم الصحية والسلوكية والتعليم:
- بكالوريوس العلوم في علم النفس
- بكالوريوس العلوم في علوم النطق واللغة والسمع
- ماجستير العلوم في اضطرابات النطق واللغة
- ماجستير العلوم في تحليل السلوك التطبيقي
- ماجستير القيادة التربوية

كلية الهندسة والحاسبات والمعلوماتية :
- بكالوريوس العلوم في الأمن السيبراني
- بكالوريوس العلوم في علوم الحاسب
- بكالوريوس العلوم في نظم المعلومات
- ماجستير العلوم في نظم المعلومات

تخصصات الماجستير:
- ماجستير إدارة الأعمال
- ماجستير الآداب في العلاقات الدولية
- ماجستير العمارة
- ماجستير العلوم في اضطرابات النطق واللغة
- ماجستير العلوم في تحليل السلوك التطبيقي
- ماجستير القيادة التربوية
- ماجستير العلوم في نظم المعلومات

## وصلات خارجية
- الموقع الإلكتروني نسخة محفوظة 1 يناير 2009 على موقع واي باك مشين.